# Terraplane

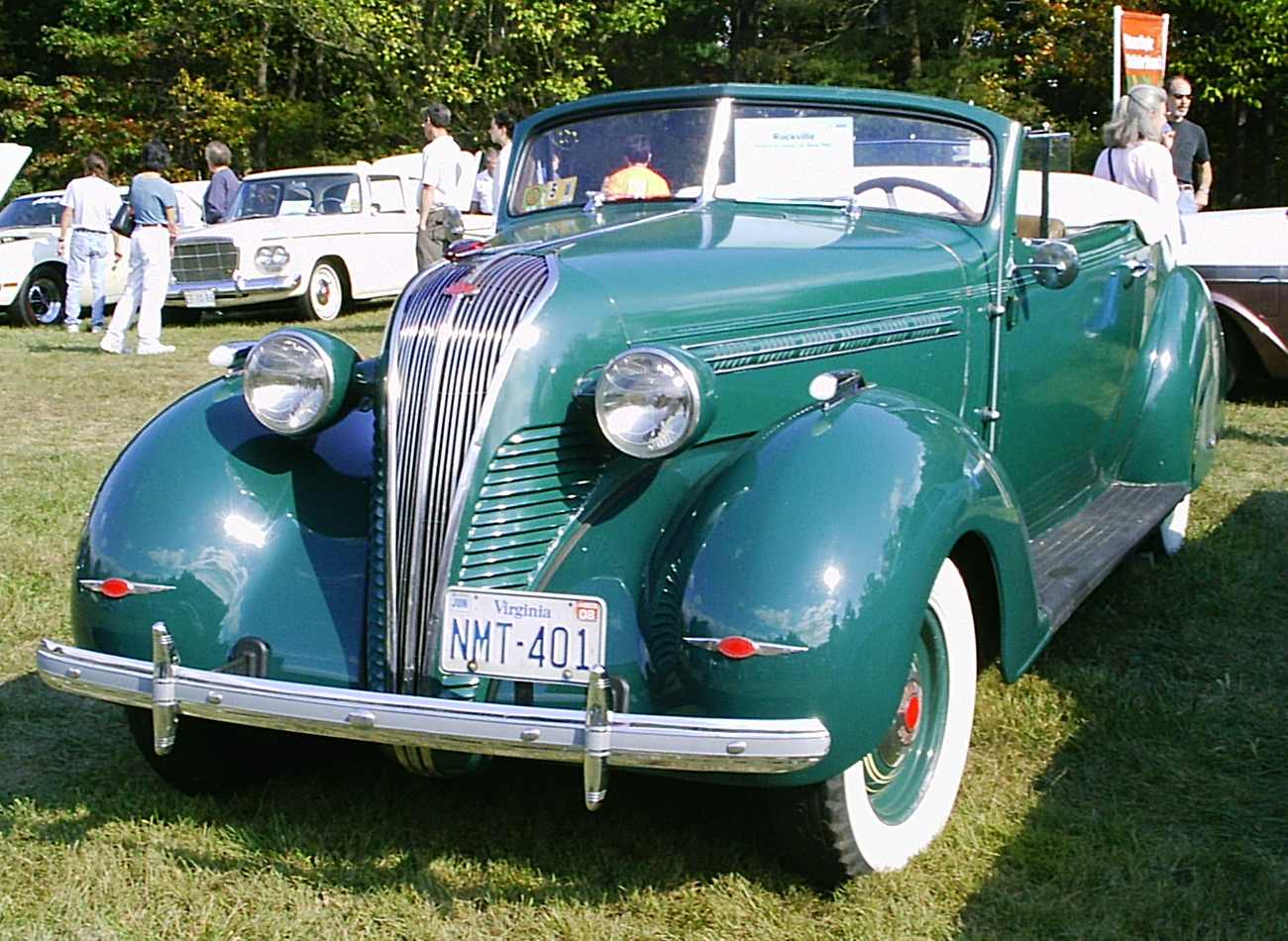
Terraplane Super 1937

Terraplane var ett amerikanskt bilmärke som tillverkades av Hudson Motor Car Co i Detroit, Michigan mellan 1933 och 1937.

## Historia
Den första Terraplane var en modell från Hudsons mindre systermärke Essex från 1932. Året därpå blev Terraplane ett eget märke och ersatte Essex. 1933 fanns bilen med sex- eller åttacylindrig radmotor, men redan året därpå var åttan borta. Terraplane blev aldrig samma försäljningsframgång som företrädaren, men sålde bra på exportmarknaden, där den även erbjöds med mindre motor än i USA. 1937 blev sista året som eget märke och året därpå inlemmades Terraplane i Hudsons modellprogram.